# Amore nero (film)
Amore nero è un film del 2011 diretto da Raoul Bova. È un cortometraggio direct-to-video prodotto nell'ottica della Giornata internazionale per l'eliminazione della violenza contro le donne. Il ricavato delle vendite del DVD viene infatti devoluto a Doppia Difesa, una fondazione ONLUS che assiste le donne vittime di discriminazioni, violenze o abusi.

## Trama
Laura è una donna che sulla propria pelle sperimenta in silenzio le umiliazioni di un marito violento e ricattatore. Finché un giorno, nonostante il particolare rapporto con la madre, vittima di violenze in passato ma convinta che il futuro della figlia sia accanto al marito, non decide che è arrivato il momento di far qualcosa.